# Dendranthema occidentali-japonense
Dendranthema occidentali-japonense là một loài thực vật có hoa trong họ Cúc. Loài này được (Nakia) Kitam. mô tả khoa học đầu tiên năm 1980.